# Quốc huy Việt Nam
Quốc huy Việt Nam hiện nay (nguyên thủy là Quốc huy Việt Nam Dân chủ Cộng hòa) được Quốc hội Việt Nam khóa I, kỳ họp Quốc hội thứ VI (từ 15 tháng 9 tới 20 tháng 9 năm 1955), phê chuẩn từ mẫu quốc huy do Chính phủ đề nghị. Mẫu quốc huy này do họa sĩ Bùi Trang Chước vẽ, và họa sĩ Trần Văn Cẩn chỉnh sửa.

## Lịch sử
Năm 1950, một số quốc gia trên thế giới thiết lập quan hệ ngoại giao với Việt Nam Dân chủ Cộng hòa. Để mở rộng quan hệ với các nước, khẳng định chủ quyền của Việt Nam thông qua hoạt động ngoại giao, Bộ Ngoại giao đã có công văn gửi Ban thường vụ Quốc hội về việc sáng tác quốc huy.
Năm 1951, cuộc thi sáng tác mẫu Quốc huy đã được phát động và đã thu hút đông đảo họa sĩ trên cả nước tham gia. Trong đó, họa sĩ Bùi Trang Chước đã có 112 bản vẽ phác thảo và chi tiết. 15 bản vẽ của ông đã được Ban mỹ thuật chọn gửi Bộ Tuyên Truyền để trình lên Chính phủ.
Phác thảo mẫu Quốc huy Việt Nam cuối cùng của ông là hình tròn, hai bên là các bông lúa, có mấy bông rủ vào bên trong ôm cái đe ở giữa phía dưới, dưới đe là dải lụa có chữ Việt Nam Dân chủ Cộng hòa. Phía trên bên trong là ngôi sao vàng trên nền đỏ, dưới ngôi sao gần giữa trung tâm là vòng cung mặt trời, có tia chiếu sáng xung quanh, gợi lên hình ảnh buổi bình minh. Toàn bộ Quốc huy dùng hai màu vàng và đỏ, là các màu cổ truyền của hoành phi và câu đối. Các mẫu này khi trình lên Chính phủ thì được Chủ tịch Hồ Chí Minh góp ý: "Hình tượng cái đe là thủ công nghiệp cá thể, nên dùng hình tượng tượng trưng cho nền công nghiệp hiện đại".
Mẫu quốc huy này của ông đã được Trung Ương duyệt, và chỉ đạo chỉnh sửa một số chi tiết nhỏ. Lúc đó, họa sĩ Bùi Trang Chước đang được giao một nhiệm vụ tuyệt mật là vẽ và in tiền, do đó, họa sĩ Trần Văn Cẩn đã chỉnh sửa mẫu Quốc huy.
Ngày 14 tháng 1 năm 1956, Chủ tịch Hồ Chí Minh đã ký sắc lệnh 254-SL về việc ban bố mẫu quốc huy của nước Việt Nam Dân chủ Cộng hòa, kèm theo đó là Phụ lục số 1, 2 in mẫu vẽ quốc huy có tô màu vàng kim nhũ và Quốc huy không tô màu.
Năm 1976, khi đất nước Việt Nam thống nhất, mẫu Quốc huy được sửa đổi phần quốc hiệu (theo phê chuẩn của Quốc hội Việt Nam khóa VI). Vì vậy, Quốc huy Việt Nam chính thức mang dòng chữ (in hoa) "CỘNG HÒA XÃ HỘI CHỦ NGHĨA VIỆT NAM".

## Mô tả
Khi được ban hành lần đầu năm 1956, quốc huy nước Việt Nam Dân chủ cộng hòa được mô tả tại Điều 2 Sắc lệnh 254/SL của Chủ tịch nước như sau:
| “ | Mẫu Quốc huy như sau: - Hai bó lúa chín uốn cong, mầu vàng sẫm, trên nền vàng tươi, tượng trưng cho nông nghiệp, - Một bánh xe răng cưa đặt ở giữa hai bó lúa về phía gốc, màu vàng tươi, tượng trưng cho công nghiệp, - Một băng đỏ, có chữ "Việt Nam Dân chủ Cộng hoà", mầu vàng, quấn bánh xe và hai bó lúa với nhau, - Trong lòng là hình Quốc kỳ nền đỏ thắm, sao vàng tươi. | ” |

Hiến pháp năm 2013 mô tả Quốc huy tại khoản 2 Điều 13 như sau:
| “ | Quốc huy nước Cộng hòa xã hội chủ nghĩa Việt Nam hình tròn, nền đỏ, ở giữa có ngôi sao vàng năm cánh, xung quanh có bông lúa, ở dưới có nửa bánh xe răng và dòng chữ Cộng hòa xã hội chủ nghĩa Việt Nam. | ” |

### Thiết kế
Quốc huy Việt Nam được thiết kế theo mẫu:
- Tổng thể Quốc huy có dạng hình tròn, có hai màu chủ đạo là đỏ và vàng, đối xứng qua trục dọc đi qua chính tâm của Quốc huy;
- Xung quanh Quốc huy là 2 bó lúa nếp chín vàng, mỗi bó có 5 cọng lúa,[6] với 54 hạt lúa tượng trưng cho 54 dân tộc Việt Nam;[7]
- Ở giữa phía trên là ngôi sao màu vàng có 5 cánh đều, đỉnh ngôi sao hướng thẳng lên trên, 5 cánh nổi ở tâm ngôi sao, thể hiện đổ bóng với nguồn ánh sáng chiếu từ bên phải sang, theo bản đồ Việt Nam là ánh sáng ban mai từ biển Đông chiếu vào,[8] màu vàng của các cánh sao có sự thay đổi sắc độ vàng theo đổ bóng của ánh sáng;
- Dưới ngôi sao là bánh xe răng, nhìn rõ tâm, bên trong bánh xe có 5 đường tròn đồng tâm, rìa ngoài bánh xe có thể nhìn thấy rõ 10 răng;[7][8]
- Dải lụa màu đỏ cuốn quanh bó lúa, viền màu vàng, trên dải lụa có 2 dòng chữ in hoa, dòng trên ghi "CỘNG HÒA XÃ HỘI CHỦ NGHĨA", dòng dưới ghi "VIỆT NAM".

### Lỗi kỹ thuật

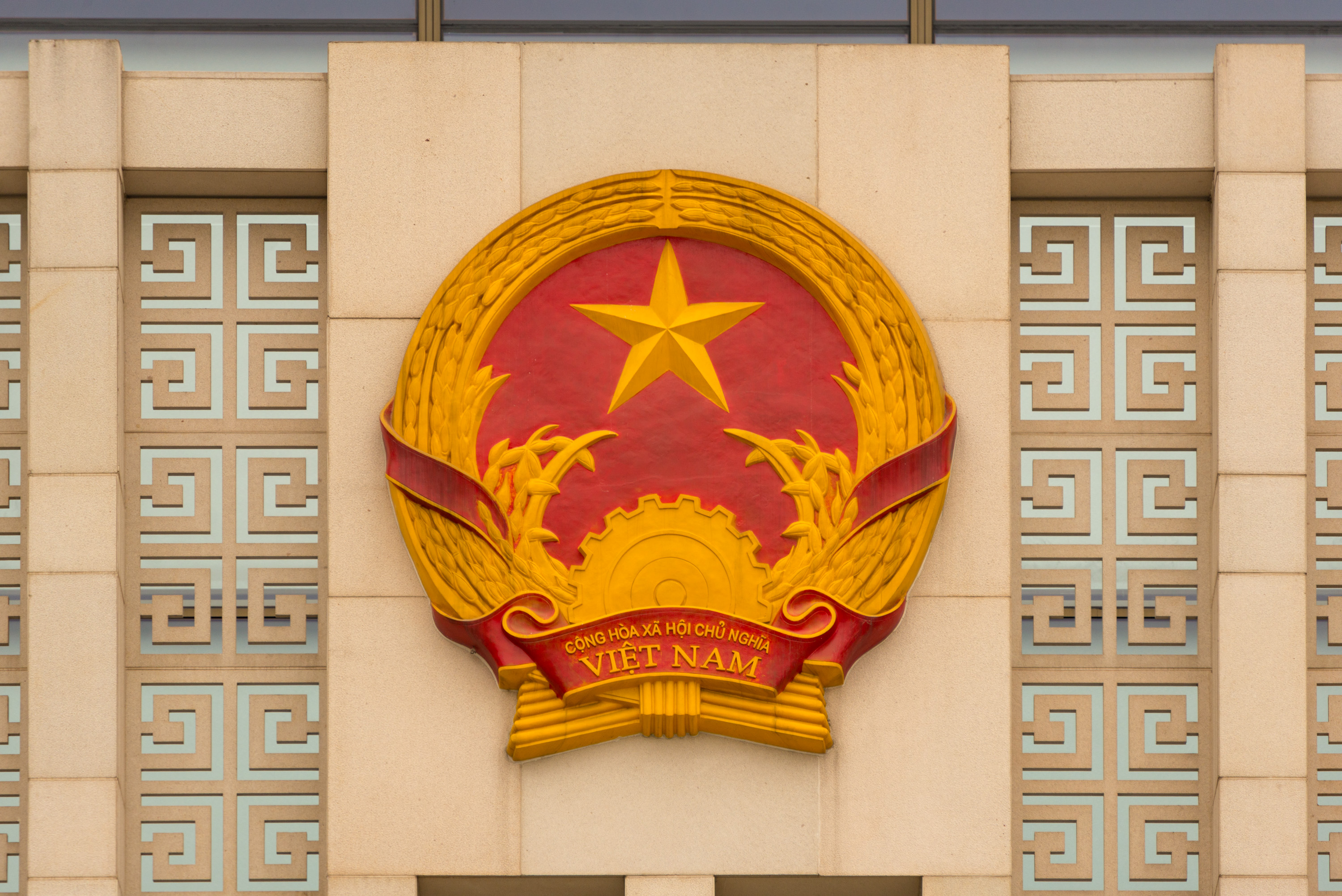
Quốc huy Việt Nam ở Tòa nhà Quốc hội

Đầu năm 2007, họa sĩ, đại biểu Quốc hội Trần Khánh Chương cho rằng việc in ấn, sao chép hình quốc huy Việt Nam có nhiều sai sót so với Hiến pháp quy định như:
- Hạt lúa không thuôn nhỏ mà to tròn.
- Bánh xe răng không đủ 10 răng.
- Các đường tròn đồng tâm trong bánh xe răng không chính xác.
- Khe giữa 2 vành bông lúa phía trên cùng to nhỏ tùy hứng.

## Những mẫu quốc huy khác từng xuất hiện trong lịch sử

### Toàn bộ lãnh thổ

Liên bang Đông Dương thuộc Pháp (1887 - 1912)
Liên bang Đông Dương thuộc Pháp (1912 - 1926)
Liên bang Đông Dương thuộc Pháp (1926 - 1945)
Đế quốc Việt Nam thuộc Nhật (1945)
Quốc gia Việt Nam (1949 – 1954)
Cộng hòa Xã hội chủ nghĩa Việt Nam (1976 - nay)

### Một phần lãnh thổ

Vương quốc Xơ Đăng (1888 - 1890)
Xứ bảo hộ Bắc Kỳ (1887 - 1945)
Xứ bảo hộ Trung Kỳ (1887 - 1945)
Xứ thuộc địa Nam Kỳ (1867 - 1945)
Cộng hòa tự trị Nam Kỳ (1946 - 1949)
Khu tự trị Nùng (1947 - 1955)
Khu tự trị Thái (1948 - 1955)
Hoàng triều Cương thổ (1950 - 1955)
Chính phủ Trung ương lâm thời Việt Nam (1948 - 1949)
Quốc gia Việt Nam (1954 - 1955)
Việt Nam Dân chủ Cộng hòa (1955 - 1976)
Việt Nam Cộng hòa (1955 - 1957)
Việt Nam Cộng hòa (1957 - 1963)
Việt Nam Cộng hòa (1963 - 1975)
Mặt trận Dân tộc Giải phóng miền Nam Việt Nam (Quân hiệu Quân Giải phóng miền Nam Việt Nam; 1960 - 1976)